# 빔 스플리터

빔 스플리터 큐브의 개략도.
1 - 입사광
2 - 50% 투과광
3 - 50% 반사광
실제로 반사층은 일부 빛을 흡수한다.

빔 스플리터(beam splitter)는 빛의 빔을 투과된 빔과 반사된 빔으로 분할하는 광학기구이다. 이는 간섭계와 같은 많은 광학 실험 및 측정 시스템의 중요한 부분이며 광섬유 통신에도 널리 적용된다.

## 설계
가장 일반적인 형태인 큐브인 빔 스플리터는 폴리에스테르, 에폭시 또는 우레탄 기반 접착제를 사용하여 베이스에 함께 접착된 두 개의 삼각형 유리 프리즘으로 만들어진다. (이러한 합성 수지 이전에는 캐나다 발삼과 같은 천연 수지가 사용되었다.) 수지 층의 두께는 (특정 파장에 대해) 하나의 "포트"(즉, 입방체의 면)를 통해 입사되는 빛의 절반이 되도록 조정된다. 반사되고 나머지 절반은 FTIR(Frustrated Total Internal Reflection)로 인해 전송된다. 월라스톤 프리즘과 같은 편광 빔 분할기는 복굴절 재료를 사용하여 빛을 직교 편광 상태의 두 빔으로 분할한다.